# Maurizio Oddo
Maurizio Oddo (Palermo, 23 febbraio 1974) è un pallavolista italiano, gioca nel ruolo di schiacciatore-opposto.

## Biografia
I primi approcci con la pallavolo avvengono a scuola. Viene reclutato giovanissimo dal CUS Palermo, società di serie B. Grazie all'allenatore Piero Scaduto, compie in pochi mesi un salto di qualità e ottiene i primi riconoscimenti. Premiato alle finali nazionali giovanili Under 14 Miglior Muro d'Italia e Under 18 Miglior Giovane Italiano, comincia la sua avventura professionistica.
Acquistato dall'Olio Venturi Spoleto di serie A di Carmelo Pittera, viene inserito nel settore giovanile dell'Under 15/16/18.  Da Fausto Polidori apprende i fondamentali tecnico-tattici della pallavolo. Lungo la sua carriera avrà l'opportunità di lavorare con diversi altri allenatori di fama internazionale, come Ljubomir Travica, diventando un atleta completo e versatile, capace di ricoprire vari ruoli, come alzatore, centrale e infine schiacciatore-opposto.
Oltre all'attività di Campionato indoor, partecipa a tornei di beach volley in Italia e all'estero con diversi compagni di coppia fra cui Ferdinando Franceschi.
Con la Voluntas Asti nell'anno 1997-98 viene premiato come Miglior Realizzatore-Opposto del Campionato di serie B1 italiano.
Entra in Serie A1 con l'Iveco Team Volley Palermo il cui Presidente onorario era Leoluca Orlando. Il team, allenato da Raúl Lozano, era composto da atleti del calibro di Luca Cantagalli, un argento olimpico, due ori mondiali e tre europei, Osvaldo Hernández, miglior opposto in Coppa del Mondo, Raúl Diago, Held-jan Henk, Hristo Zlatanov, Angel Dennis.
A gennaio viene ingaggiato dall'Icom Latina assieme a John Barret, Ethan Watts, Diego Lo Canto; la squadra si posiziona al secondo posto in Coppa Italia.
L'anno successivo, su consiglio del suo procuratore Beppe Pederzoli, decide di orientare la sua carriera alla serie B1 per concentrarsi sugli studi universitari.
Nel 2014 si trasferisce nel Principato di Monaco. Nel 2015 ritorna sui campi di gioco con la prima squadra del Principato con l'Association Sportive de Monaco (Principato di Monaco) partecipando al campionato francese National 2. Alla fine del campionato 2017 lascia definitivamente la pallavolo.

## Carriera
| Stagione  | Squadra                     | Serie     |
| --------- | --------------------------- | --------- |
| 1986-87   | Ausonia PA                  | Giov.     |
| 1987-88   | CUS PA                      | Giov, D.  |
| 1988-89   | Space Volley PA             | Giov, C2. |
| 1989-90   | Vigili Urbani PA            | Giov, B2  |
| 1990-91   | Olio Venturi Spoleto        | Giov, C2  |
| 1991-92   | CUS PA                      | Giov, B2  |
| 1992-93   | Jolly Componibili CT        | B1        |
| 1993-95   | U.S. Garibaldi La Maddalena | B1        |
| 1995-96   | Montenapoleone Cutrofiano   | B1        |
| 1996-98   | Voluntas AT                 | B1        |
| 1998-99   | Iveco PA/Icom LT            | A1/A2     |
| 1999-00   | Sav Bergamo                 | B1        |
| 2000-01   | Cavriago RE                 | B1        |
| 2001-02   | Master Castellana BA        | B1        |
| 2002-03   | Pallavolo AV                | B1        |
| 2003-04   | Cios PA                     | B2        |
| 2004-06   | Grande Volley AT            | B1        |
| 2006-08   | London UK                   | 1S        |
| 2015-2017 | A.S. Principauté de Monaco  | N2        |